# Алмейда Алвес, Данило
Данило Алмейда Алвес (порт.-браз. Danilo Almeida Alves; 1 апреля 1991, Байша-Гранди, Бразилия) — бразильский футболист, нападающий тайского клуба «Супханбури».

## Карьера
Футбольную карьеру начал в 2011 году в составе клуба «Кишада».
В 2012 году стал игроком бразильского клуба «Португеза Деспортос».
В 2018 году подписал контракт с клубом «Афжет Афьонспор», за который провёл 2 матча.
В начале 2019 года перешёл в казахстанский клуб «Окжетпес».